# Jacques Michel Even
Pour les articles homonymes, voir Even.
Jacques Michel Even, né le 29 septembre 1834 au Vieux-Marché (Côtes-du-Nord) et mort le 11 janvier 1909 à Vieux-Marché, est un homme politique français.

## Biographie
Médecin à Plouaret, il est député des Côtes-du-Nord, siégeant comme républicain, de 1881 à 1885.
Il est le père de l'homme politique Pierre Even et le beau-père du compositeur Paul Le Flem.

## Sources
- « Jacques Michel Even », dans Adolphe Robert et Gaston Cougny, Dictionnaire des parlementaires français, Edgar Bourloton, 1889-1891 [détail de l’édition]
- « Jacques Michel Even », dans le Dictionnaire des parlementaires français (1889-1940), sous la direction de Jean Jolly, PUF, 1960 [détail de l’édition]